# Niels-Henrik Kolderup
Niels-Henrik Kolderup, född 31 januari 1898 i Bergen, död 2 januari 1971, var en norsk geolog.
Niels-Henrik Kolderup var son till Carl Fredrik Kolderup. Han blev 1939 professor i mineralogi och geologi vid Bergens museum. Kolderup ägnade sig huvudsakligen åt petrografiska undersöknignar och behandlade bland annat problem över injektionsmetamorfos i Västnorge. Bland hans övriga arbeten märks Fjellbygningen i kyststrøket mellem Nordfjord og Sognefjord (1928).